# Mike McEwen (Eishockeyspieler)
Michael Todd „Mike“ McEwen (* 10. August 1956 in Hornepayne, Ontario) ist ein ehemaliger kanadischer Eishockeyspieler und -trainer. Der Verteidiger bestritt zwischen 1976 und 1988 unter anderem über 700 Spiele in der National Hockey League und war dabei in einer von zahlreichen Wechseln geprägten Laufbahn für sechs Teams aktiv. Den Großteil seiner NHL-Zeit verbrachte er bei den New York Rangers und den New York Islanders, wobei er mit den Islanders dreimal den Stanley Cup gewann. Anschließend ließ er seine Karriere in der Schweiz ausklingen, wo er für den HC Sierre sowie den EHC Olten auflief.

## Karriere
Mike McEwen verbrachte seine Juniorenkarriere bei den Toronto Marlboros, mit denen im Jahre 1975 sowohl die Playoffs der Ontario Major Junior Hockey League (OMJHL) um den J. Ross Robertson Cup als auch den anschließenden Memorial Cup gewann. Im NHL Amateur Draft 1976 wurde er an 42. von den New York Rangers ausgewählt und lief für das Team mit Beginn der Saison 1976/77 in der National Hockey League (NHL) auf. Er etablierte sich in der höchsten Spielklasse Nordamerikas in der Folge als Offensivverteidiger, so verzeichnete er 58 Scorerpunkten aus 80 Spielen in der Spielzeit 1978/79. Im gleichen Jahr erreichte er mit den Rangers das Finale der Playoffs 1979, unterlag dort allerdings den Canadiens de Montréal. Anschließend wurde er im November 1979 samt Lucien DeBlois, Pat Hickey und Dean Turner an die Colorado Rockies abgegeben, die im Gegenzug Barry Beck nach New York schickten.
In Colorado knüpfte McEwen an seine vorherigen Leistungen an, so erzielte er mit insgesamt 59 Punkten aus 76 Spielen seinen Karriere-Bestwert in der Saison 1979/80 und vertrat die Rockies infolgedessen beim NHL All-Star Game 1980. Allerdings war seine Zeit in Denver zugleich von Meinungsverschiedenheiten mit Trainer Don Cherry geprägt, der am Saisonende entlassen wurde, bevor auch McEwen das Team im März 1981 verließ, als er samt Jari Kaarela zu den New York Islanders transferiert wurde, die dafür Glenn „Chico“ Resch und Steve Tambellini abgaben. Der Verteidiger wechselte somit zum amtierenden Meister und gewann mit den Islanders in den anschließenden Playoffs 1981, 1982 und 1983 drei weitere Stanley Cups in Folge.
Im November 1983 wurde der Kanadier im Tausch für ein Viertrunden-Wahlrecht im NHL Entry Draft 1984 an die Los Angeles Kings abgegeben, bei denen sein auslaufender Vertrag am Saisonende nicht verlängert wurde, sodass er sich im August 1984 als Free Agent den Washington Capitals anschloss. In gleicher Weise verpflichteten ihn die Detroit Red Wings im Sommer 1985, bevor sie ihn im Dezember 1985 im Tausch für Steve Richmond zu seinem früheren Arbeitgeber schickten, den New York Rangers. Auch bei den Broadway Blueshirts war er nur wenige Monate aktiv, ehe er im März 1986 für Bob Crawford an die Hartford Whalers abgegeben wurde, die die sechste und letzte NHL-Station des Abwehrspielers darstellen sollten.
Noch während er in Hartford unter Vertrag stand, wechselte McEwen in der Saison 1987/88 nach Europa und verbrachte in der Folge vier Jahre in der Schweizer Nationalliga A, wo er seine Karriere beim HC Sierre und beim EHC Olten ausklingen ließ. Nach der Spielzeit 1991/92, während der er noch einmal für die New Haven Nighthawks in der American Hockey League aufgelaufen war, erklärte er seine aktive Laufbahn für beendet. Insgesamt hatte der Verteidiger 794 NHL-Spiele absolviert und dabei 452 Scorerpunkte gesammelt. Er ließ sich wenig später in Oklahoma City nieder und trainierte dort kurzzeitig die Blazers aus der Central Hockey League, verfolgte diese Karriere allerdings in der Folge nicht weiter.

## Erfolge und Auszeichnungen
| - 1975 J.-Ross-Robertson-Cup-Gewinn mit den Toronto Marlboros - 1975 Memorial-Cup-Gewinn mit den Toronto Marlboros - 1980 Teilnahme am NHL All-Star Game | - 1981 Stanley-Cup-Gewinn mit den New York Islanders - 1982 Stanley-Cup-Gewinn mit den New York Islanders - 1993 Stanley-Cup-Gewinn mit den New York Islanders |

## Karrierestatistik
(Legende zur Spielerstatistik: Sp oder GP = absolvierte Spiele; T oder G = erzielte Tore; V oder A = erzielte Assists; Pkt oder Pts = erzielte Scorerpunkte; SM oder PIM = erhaltene Strafminuten; +/− = Plus/Minus-Bilanz; PP = erzielte Überzahltore; SH = erzielte Unterzahltore; GW = erzielte Siegtore; 1 Play-downs/Relegation; Kursiv: Statistik nicht vollständig)